# Chatchai Budprom
Chatchai Bootprom, né le 4 février 1987 à Kamphaeng Phet, est un footballeur international thaïlandais, qui évolue au poste de gardien de but.

## Biographie

### Carrière en club
Avec le club de Chiangrai United, il participe à la Ligue des champions d'Asie en 2018.

### Carrière internationale
Il joue son premier match en équipe de Thaïlande le 14 novembre 2012, en amical contre le Bhoutan (victoire 5-0).
En fin d'année 2018, il participe au championnat d'Asie du Sud-Est. Lors de cette compétition, il joue quatre matchs. La Thaïlande est éliminée au stade des demi-finales par la Malaisie.
En janvier 2019, il est retenu par le sélectionneur Milovan Rajevac afin de participer à la Coupe d'Asie des nations organisée aux Émirats arabes unis.

## Palmarès
- Vainqueur de la Coupe de Thaïlande en 2017 et 2018 avec le Chiangrai United
- Vainqueur de la Coupe de la Ligue thaïlandaise en 2018 avec le Chiangrai United
- Finaliste de la Coupe de la Ligue thaïlandaise en 2017 avec le Chiangrai United
- Vainqueur de la Supercoupe de Thaïlande en 2018 avec le Chiangrai United